# Herbert Blumer
Herbert George Blumer (Saint Louis, 7 marzo 1900 – Danville, 13 aprile 1987) è stato un sociologo statunitense.
I suoi principali interessi accademici furono incentrati attorno all'interazionismo simbolico ed ai metodi della ricerca sociale.
Credendo che gli individui creino la propria realtà sociale attraverso l'azione individuale e collettiva, egli fu interprete e sostenitore delle opere di George Herbert Mead sull'interazionismo. Tema costante nel corso del suo lavoro fu l'argomentazione che la creazione della realtà sociale è un processo continuo. Grandemente considerato per la sua critica negativa delle ricerche sociali positivistiche, Blumer insisté che le ricerche sociologiche valide sono basate sull'osservazione naturalistica ed una osservazione partecipante in profondità.

## Biografia
Blumer nacque il 7 marzo 1900 a St. Louis, nel Missouri. Crebbe a Webster Groves, sempre nel Missouri, con i genitori, frequentò la Webster Groves High School sebbene dovette interrompere gli studi a causa di un incendio che distrusse l'attività del padre. Aiutò economicamente la famiglia facendo il dattilografo, attività nella quale eccelse e della quale fu a lungo orgoglioso.
Preparatosi da privato per il test di ammissione all'università del Missouri, fu accettato e la frequentò dal 1918 al 1922. Sempre nel '22, sposò Marguerite Barnett, dalla quale ebbe una figlia, Katherine. Dopo la laurea, lavorò nell'università del Missouri come insegnante, ma nel 1925 si trasferì all'Università di Chicago, dove poté seguire le lezioni di G.H. Mead, del quale riprese le teorie sulla socialità del sé per rielaborarle sistematicamente in quella che divenne la corrente dell'interazionismo simbolico. Insieme al filosofo Mead, anche i sociologi Ellsworth Faris, William Thomas e Robert Park, che lavoravano con lui a Chicago, influenzarono il suo pensiero. In questo periodo, venne anche ingaggiato come giocatore professionista di football dai St. Louis Cardinal, tuttavia la sua carriera si concluse a causa di un infortunio al ginocchio. A Chicago lavorò come assistente fino al 1931, quando su richiesta di Mead, che andò in pensione, prese la sua cattedra. Divorziò dalla moglie nel 1930.
Rimase a Chicago per 27 anni, assentandosene solo per prestare il servizio militare durante la seconda guerra mondiale e, saltuariamente, per impegni di visiting professor presso altre università.

Blumer fu il segretario del tesoro della American Sociological Association dal 1930 al 1935 e l'editore dell'American Journal of Sociology dal 1941 al 1952. Nel '52 si trasferì dall'università di Chicago a quella di Berkeley, in California, e divenne direttore del neonato dipartimento di sociologia. Sempre nel '52, diventò presidente dell'American Sociological Association.
Nel 1967 andò in pensione, ma restò professore emerito fino al 1986. Fu nominato Distinguished Professor dalla United States International University di San Diego, dove lavorò dal 1971 al 1981. Ricevette dall'American Sociological Association il Distinguished Career Award nel 1983 e l'encomio della città di Berkeley l'anno successivo.
Fu Special and Research Consultant per l'UNESCO e rappresentante statunitense nel Consiglio esecutivo dell'Istituto sudafricano per le relazioni razziali, presidente della Pacific Sociological Association e vicepresidente dell'International Sociological Association, oltre a collaborare spesso con la rivista Urban Life (ora Journal of Contemporary Ethnography).

Dopo un peggioramento progressivo della sua salute negli ultimi due anni di vita, morì il 13 aprile 1987.

## Contributi personali alla sociologia

### Interazionismo simbolico
Benché sia stato proprio Blumer a concepire il termine interazionismo simbolico nel 1937, il primissimo sviluppo di questo approccio teorico all'analisi sociale è largamente accreditato al lavoro di G.H.Mead durante la sua attività presso l'università di Chicago. Blumer presentò i suoi articoli sull'interazionismo simbolico in un unico volume nel quale concettualizzò l'interazionismo in tre punti principali:
- Gli individui agiscono sulle cose (inclusi gli altri individui) secondo il significato che ad esse attribuiscono loro.
- I significati sono costruiti riflessivamente, interpretati soggettivamente ed originano dalle interazioni con gli altri.
- I significati sono trattati e modificati lungo un processo interpretativo usato dalla persona nel rapporto con le cose che incontra.

Blumer credeva che la società fosse creata dagli individui con le loro interazioni sociali. Ne consegue che quella realtà sociale esiste solo nel contesto dell'esperienza umana.
Secondo tale teoria, l'interazione fra individui è basata su azioni autonome orientate secondo il significato soggettivo che gli attori attribuiscono agli oggetti sociali, ovvero i simboli. Quindi gli attori individuali regolano il loro comportamento basandolo sul significato da loro attribuito ad oggetti e simboli.
“L'azione da parte dell'individuo consiste fondamentalmente nel prendere in considerazione le varie cose che nota, nel darsi una linea di condotta coerente con il modo in cui le interpreta. Gli elementi presi in considerazione comprendono temi quali i suoi desideri e le sue volontà, i suoi obiettivi, i mezzi utilizzabili per la loro acquisizione, le azioni e quelle anticipate dagli altri, la sua immagine di sé ed il risultato probabile di una determinata linea di azione. La sua condotta è formata e guidata da quel processo di indicazione ed interpretazione. In esso, specifiche linee d'azione possono essere avviate o arrestate, abbandonate o rinviate, confinate a meri progetti o ad una vita più profonda di fantasticherie, o, se iniziate, modificate. ”

Blumer teorizzò che il processo con il quale gli individui definiscono il senso degli oggetti sia continuo e composto essenzialmente di due momenti: l'identificazione degli oggetti a partire dall'interpretazione del contesto (o “definizione della situazione”, vedi Teorema di Thomas) in cui li si incontra e la riflessione dell'individuo con se stesso riguardo a ciò che ha osservato. Gli individui usano le loro interpretazioni personali dell'altro per predire l'esito di alcuni comportamenti, ed usa queste intuizioni per orientare il proprio comportamento, nella speranza di raggiungere i propri obiettivi. Per cui, quando c'è consenso fra gli attori individuali riguardo al significato degli oggetti che costituiscono una situazione, vi è anche coordinazione sociale.
Dunque le istituzioni sono manifestazioni durature e visibili della quotidiana interazione sociale grazie alla quale coordiniamo le nostre azioni: sono tanto determinate dall'azione degli attori individuali quanto questi ultimi sono influenzati dalle esse.
Questa complessa interazione fra i significati, gli oggetti ed i comportamenti costituisce un processo umano importantissimo, poiché richiede risposte comportamentali basate sull'interpretazione dei simboli, piuttosto che un mero meccanismo stimolo-risposta, come teorizzato dalla psicologia comportamentista, dalla quale Blumer si discosta proprio in questo punto cardine dell'interazionismo simbolico. La vita sociale diventa, con queste premesse, un processo fluido e perennemente soggetto a negoziazione volto alla reciproca comprensione, la quale è necessariamente mediata dai simboli.

### Contributi metodologici
Secondo Herbert Blumer, una ricerca sociale valida è condotta principalmente con metodologie qualitative, etnografiche. Egli nega che si possa raggiungere una forma valida di conoscenza tramite una prospettiva oggettiva e distaccata, da una parte perché una prospettiva oggettiva non può esistere, dall'altra perché una prospettiva distaccata non ci permette di comprendere il senso di ciò che osserviamo.
Per comprendere la ragione di queste due affermazioni, si deve considerare la base del pensiero interazionista, secondo le quali gli esseri umani agiscono verso le cose –intese come oggetti sociali, quindi anche le persone- secondo il significato che queste hanno per loro. A questa logica non può sfuggire lo studioso della società, che interpreterà le cose che vede sulla base del senso che queste hanno per lui. L'unico modo per poter raggiungere risultati significativi e non fuorvianti, è dunque quello di acquisire lo stesso punto di vista delle persone che vivono nel contesto che si vuol comprendere.

Blumer era del parere che i metodi positivistici applicati alla ricerca sociale non portassero ad alcun risultato, nella misura in cui ignoravano totalmente il processo di interazione e di formazione del senso. Parimenti, fu estremamente critico nei confronti della metodologia quantitativa, per lo stesso motivo. Non negò esplicitamente la possibilità che la ricerca quantitativa potesse arrivare a proporre generalizzazioni valide sulla società, tuttavia riteneva che tutto l'impianto teorico sul quale si basava, e si basa tuttora, fosse quantomeno lacunoso. Sottolineava la scelta sostanzialmente caotica delle variabili, connotata da una mancanza di “regole, guide, limitazioni e proibizioni” a suo parere sconcertanti, come sconcertante era la mancanza di variabili che rappresentassero categorie astratte –essenziali per la ricerca empirica- dovuta alla pratica, comune nella ricerca sociologica, dell'operativizzazione dei concetti. Gli indicatori scelti per rappresentare le variabili si discostano sempre, più o meno arbitrariamente, dal concetto originario; essi sono sempre inerenti al “qui ed ora”, determinano le variabili in base al loro stesso contenuto, come dimostra il fatto che per la stessa variabile, analizzata in contesti differenti, vengano scelti indicatori diversi, con il risultato che le due ricerche non potranno essere comparate e non si potranno effettuare generalizzazioni significative riguardo alla variabile studiata.
Un altro limite delle metodologie quantitative sottolineato da Blumer è che la variabile indipendente è sempre scelta a monte della ricerca. In questo modo, ci si accontenta di riscontrare la regolarità dell'influenza, presunta dal ricercatore in maniera necessariamente arbitraria, che questa variabile ha sulle altre all'interno dei dati raccolti, ignorando totalmente il processo di interpretazione o dandolo per scontato. Facendo ciò, potrebbe darsi il caso che non ci si renda conto che l'effetto riscontrato viene prodotto da un'altra variabile non presa in considerazione dalla ricerca, o che in contesti differenti potrebbero intervenire altre variabili a smorzare, parzialmente o del tutto, l'influenza della variabile indipendente. Inoltre, si compie l'errore di dare per scontato un meccanismo di stimolo-risposta, in cui l'interpretazione, il senso attribuito dagli attori sociali alle cose, viene negato, relegando l'individuo ad un ruolo di mero ricettore passivo.

Sempre fedele alla logica interazionistica, Blumer indica la strada da intraprendere per la ricerca sociale legandola strettamente al punto di vista del soggetto studiato e ad una metodologia flessibile, capace di correggersi in itinere e di utilizzare gli strumenti qualitativi più disparati: storie di vita, lettere, osservazione partecipante.

#### La critica al “Contadino polacco” di Thomas e Znaniecki
Nel 1939, Blumer pubblicò Critiques of research in the social sciences: an appraisal of Thomas and Znaniecki's The Polish peasant in Europe and America, libro nel quale critica l'opera monografica di Thomas e Znaniecki. Blumer affermava che Thomas e Znaniecki avevano fatto confusione fra “atteggiamento” e “valore”, dal momento che usavano i due termini in maniera intercambiabile, rendendo la loro teoria inaffidabile. È difficile sbrogliare fattori soggettivi ed oggettivi fra loro correlati, dal momento che il mondo oggettivo deve contemplare la vastità dell'esperienza soggettiva.

Lo stesso Thomas, a vent'anni dalla pubblicazione della sua opera più famosa, dovette convenire con le critiche di Blumer.

### Comportamento collettivo
Basandosi sul lavoro di Robert Park, Blumer, in un articolo del 1939, richiamò l'attenzione su un nuovo settore della sociologia: il comportamento collettivo. Quest'area di indagine che si stava delineando si concentra sulla spiegazione dell'azione collettiva e del comportamento non ancora organizzato istituzionalmente. Blumer fu particolarmente interessato alla coordinazione collettiva spontanea che compare quando qualcosa di imprevisto ostacola il comportamento standardizzato del gruppo. Egli vide la combinazione di eventi che segue fenomeni del genere come un fattore chiave per la continua trasformazione della società.